# Seal Beach
Seal Beach est une municipalité du comté d'Orange en Californie. Au recensement de 2000, sa population était de 24 157 habitants. Seal Beach est située au coin le plus à l'ouest du comté d'Orange. La baie de San Pedro, qui s'ouvre sur l'océan Pacifique, s'étend au sud-ouest de la ville.

## Géographie
Seal Beach est située à 33° 45′ 33″ N, 118° 04′ 57″ O.
Selon le Bureau de Recensement, la ville a une superficie de 34,2 km2 dont 4,5 km2 d'eau, soit 13,01 % du total.

## Personnalité
La plongeuse américaine Patricia McCormick, quadruple championne olympique, y est née en 1930.

## Démographie
| 1920 | 1930  | 1940  | 1950  | 1960  | 1970   |
| ---- | ----- | ----- | ----- | ----- | ------ |
| 669  | 1 156 | 1 553 | 3 553 | 6 994 | 24 441 |

| 1980   | 1990   | 2000   | 2010   | - | - |
| ------ | ------ | ------ | ------ | - | - |
| 25 975 | 25 098 | 24 157 | 24 168 | - | - |